# Наленч (герб)
Наленч (пол. Nałęcz) — родовий герб, яким користувалися понад 500 родів Білорусі, України, Литви і Польщі.
Відомий з 14 століття, у Великому князівстві Литовському — після Городельської унії 1413 року.

## Важливість для Історії України
Дом Наленч почали Війну Грималітів з Наленчами, в ході якої до влади прийшла Королева Русі Ядвіга.

## Опис
Герб має на червоному полі зображення срібної круглої пов'язки зав'язаної внизу (початковий варіант герба мав не зав'язану пов'язку). Клейнод — над верхом з короною жіноча фігура в червоному наметі зі срібною пов'язкою на голові, тримається руками за оленячі роги.

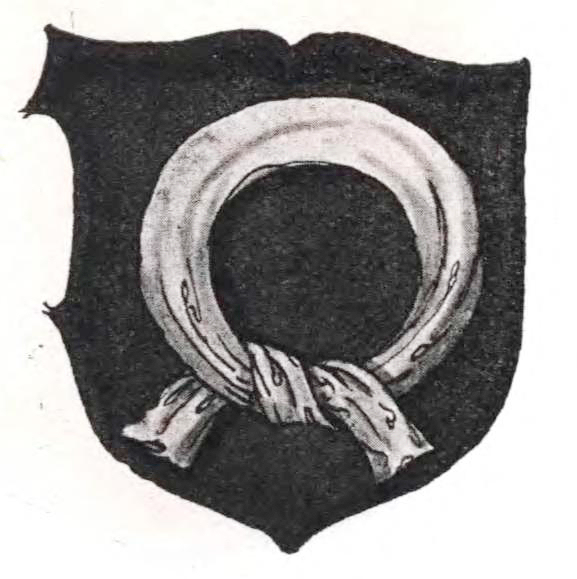

## Історія
Мечислав, перший християнин серед польських королів (відомий як Мешко І), бажаючи, щоб його піддані поклонялися тому ж богу, що і він сам, намагався спонукати їх до прийняття істинної віри, в ряді випадків шляхом погроз, в інших шляхом добрих справ. Коли Гневомір, герцог хлопський навернувся до віри, зраділий цим Мечислав зняв з його голови хрестинну хустку і, вручивши її йому, дарувавши цю хустку як герба.
Папроцький вказав на те, що ця почесть була надана Мечиславом не Гневоміру, а Держікраю, герцогу Хлопському. В якості пам'ятного знака король подарував йому в герб пов'язану кільцем пов'язку, т. зв. Налон (так традиційно називається шматок тканини, якою був прикритий Христос при розп'ятті після того, як з нього зірвали одяг. Пізніше назва Налон перетворилася в Наленч..

## Роди, які використовували герб Наленч
- А Андржеєвські (Andrzejowski),

Наленч змінений — герб роду Рачинських

- Б Бачковські (Baczkowski), Бадорацькі (Badoracki), Барановські (Baranowski), Бартолоні (Bartoloni), Батицькі (Batycki), Бончковські (Baczkowski), Бонклевські (Baklewski), Беклевські (Бенклевські, Beklewski), Бендонські (Bendonski), Бенглевські (Benglewski), Берські (Berski), Бетюн (Bethune), Беляковські (Bielakowski), Блендовські (Bledowski), Блоневські (Bloniewski), Блонські (Blonski), Боболецькі (Bobolecki), Бобровські (Bobrowski), Болоховець (Bolochowiec), Болконські (Bolkonski), Бонюшко (Boniuszko), Барковські (Barkowski), Борса (Borsa, Borsza), Боржковські (Borzkowski), Бродські (Brodzki), Брудзевські (Brudzewski), Букоємські (Bukojemski, Bukoiemski), Буза (Buza), Бужанські (Buzanski),
- В Варденські (Wardeski), Вассовські (Wassowski), Ваткевичі (Watkiewicz), Ватковські (Watkowski), Вонсовські (Wasowski), Вестховські (Westchowski), Велендко (Wieladka, Wieladko), Вельжинські (Wielzynski), Венецькі (Wieniecki), Вершовські (Wierszowski), Вержбинські (Wierzbinski), Вержбовські (Wierzbowski), Вержхачевські (Wierzchaczewski), Вільга (Wilga), Вільк (Wilk), Вільковські (Wilkowski), Вількчицькі (Wilkczycki), Вільксицькі (Wilxycki), Вітовські (Witowski), Влинські (Wlynski), Водецькі (Wodecki, Wodecki z Wodek), Войцеховські (Wojciechowski), Войничі (Wojnicz, Woynicz), Войно (Wojno, Woyno), Вольські (Wolski), Войнеславські (Woynieslawski), Войновські (Woynowski), Войславські (Woyslawski), Вуйциковські (Wujcikowski),
- Г Гаєвські (Gajewski), Гаварецькі (Gawarecki), Гембицькі (Gembicki), Гіганські (Giganski), Гільбашевські (Gilbaszewski), Гіжицькі (Gizycki), Гліщинські (Gliszczynski), Гловачі (Glowacz), Голяни (Golian), Голіковські (Golikowski), Голишевські (Golyszewski), Гурські (Горські, Gorski), Горженські (Gorzenski), Горжицькі (Gorzycki), Горжинські (Gorzynski), Горавські, Гославські (Goslawski), Гостомські (Gostomski), Гощинські (Goszczynski), Громбчевські (Grabczewski), Гроховальські (Grochowalski), Гродзецькі (Grodziecki), Гржеєвські (Grzejewski), Гржимиславські (Grzymislawski), Гурські (Gurski), Герстопські (Herstopski), Горишевські (Horyszewski, Horyszowski),
- Д Даровські (Darowski), Домбровські (Dabrowski), Дершторф (Dersztorff), Длуські (Dluski), Доброславські (Dobroslawski), Добровольські (Dobrowolski), Домаславські (Domaslawski, Domoslawski), Дрогичинські (Drohicinski, Drohiczynski), Дрогінські (Drohinski), Дройчевські (Droyczewski), Дружбицькі (Druzbicki), Држевицькі (Drzewicki), Држевецькі (Drzewiecki), Дворчинські (Dworczynski), Дворніки (Dwornik), Дибовські (Dybowski, Dybowski v. Dybowa), Диленговські (Dylagowski), Дилевські (Dylewski), Дилкевичі (Dylkiewicz), Димберги (Dymberg), Димидецькі (Dymidecki), Дзбанські (Dzbanski), Дзержикрай (Dzierzykraj, Dzierzykraj-Morawski, Dzierz'ykray), Дзеверженські (Dziewierzewski),
- Є Єленські (Jelenski), Єлінські (Jelinski), Єловичі (Jelowicz), Єндржеєвські (Jendrzejowski, Jedrzejowski), Єжевські (Jezewski, Jezewski de Witk v. Wittk), Єжовські (Jezowski),
- Ж Жабицькі (Zabicki), Жарчинські (Zarczynski), Жебровські (Zebrowski), Жолондковські (Zoladkowski), Жолендковські (Zoledkowski), Жидовські (Zydowski).
- З Загаєвські (Zagajewski), Зарчицькі (Zarczycki), Зарчинські (Zarczynski), Заржинські (Zarzynski), Збанські (Zbanski, Zbaski), Зигмунтовичі, Злотопольські (Zlotopolski), Зоравські (Zorawski),
- І Ідзиковські (Idzikowski), Іліковські (Ilikowski), Іловецькі (Ilowiecki), Імбрам (Imbram),
- Й Йодковські (Jodkowski, Iodkowski),
- К Качковські (Kaczkowski), Калінські (Kalinski), Калішковські (Kaliszkowski), Калитовські (Kalitowski), Каменські (Kamienski), Кампери (Kampiery), Каневецькі (Kanewetski), Каневські (Kaniewski), Кавалевські (Kawalowski), Казанські (Kazanski), Консіновські (Касіновські, Kasinowski), Кендзерські (Kedzierski), Кеншицькі (Keszycki), Келбаси (Kielbasa, Kielbasy), Кішевські (Kiszewski), Клокоцькі (Klokocki), Клоновські (Кленовські, Klonowski), Кобержицькі (Kobierzycki), Кобилецькі (Кобелецькі, Kobylecki, Kobelecki), Кобильницькі (Kobylnicki), Коцело (Kocielo), Кочани (Koczan, Koczan Koczanowski), Кочановські (Koczanowski), Коморницькі (Komornicki), Коморовські (Komorowski), Коркуц (Korkuc), Коржановичі (Korzanowicz), Корженевські (Korzeniewski, Korzeniowski), Костецькі (Kostecki), Козловські (Kozlowski), Козьмян (Kozmian), Козьмінські (Kozminski), Красовські (Krasowski), Крашковські (Kraszkowski), Круховські (Kruchowski), Крушковські (Kruszkowski), Куліковські (Kulikowski, Kulikowski Uszak, Kulikowski-Uszak), Куновські (Kunowski), Куровські (Kurowski), Кушицькі (Kuszycki), Квасьневські (Kwasniewski),
- Л Ляховські (Lachowski), Лязанські (Lazanski), Лекчинські (Lekczynski), Лесецькі (Lesiecki), Леженські (Lezenski), Лезницькі (Leznicki), Ліборчаї (Liborczaj), Липки (Lipka), Липпи (Lippi), Любинські (Lubinski), Любодзейські, (Lubodziejski, Lubodzieyski), Львовские (Lwowski), графы и дворяне Лакуцевичи (Локуцевичи), Лашовские (Laszowski), Лончковские (Laczkowski), Ланчинские (Lancynski, Laczynski), Лонковские (Lakowski), Лонжинские (Lazynski), Ленцькі (Lecki), Лешкевичі (Leszkiewicz) Лукинські (Lukinski), Лонецькі (Loniecki), Лоневські (Loniewski), Ловецькі (Lowecki, Lowiecki), Лубковські (Lubkowski), Лущевські (Luszczewski, Luzczewski),
- М Мазуровські (Mazurowski), Мажуровські (Mażurowski), Маєвські (Majewski), Малицькі (Malicki), Малінські (Malinski), Мальські (Malski), графи і дворяни Малаховські (Malachowski, v. Malachowsky), Малиські (Malyski), Марцинковські (Marcinkowski), Масловські (Maslowski), Михалицькі (Michalicki), Міцкевичі (Mickiewicz, Miczkiewicz), Мітрашевські (Mitraszewski), Мніські (Mniski), Модльські (Modlski), Мольські (Molski), Моравські (Morawski, Morawski Dzierzykray z Chomecic), графи і дворяни Мощенські (Moszczenski, v. Mosczensky, Moszczynski), Мощинські (Moszczynski), Мошинські (Moszynski), Мроцькі (Mrocki), Мрочковські (Mroczkowski), Мрозовські (Mrozowski), Мисловські (Myslowski),

Наленч II

Наленч III

Наленч IV

Наленч V

- Н Наленч (Nalecz), Напаханські (Napachanski), Ніцькі (Nicki), Ніч (Nicz), Немержа (Niemierza), Неналтовські (Nienaltowski), Неневські (Nieniewski), Непокойчицькі (Niepokojczycki, Niepokoyczycki), Неселовські (Niesiolowski), Неслуховські (Niesluchowski), Ніненські (Ninienski), Ніневські (Niniewski), Ноєвські (Nojewski), Новодворські (Nowodworski),
- О Обєзерські (Obiezierski), Оборські (Oborski), Одаховські (Odachowski), Одрживольські (Odrzywolski), Орховські (Orchowski), Осінські (Osinski), Остропольські (Ostropolski), графи і дворяни Остророги (Ostrorog), Островські (Ostrowski), Ожаровські (Ozarowski),
- П Падаржевські (Padarzewski), Парчевські (Parczewski), Пароль (Паруль, Parol, Parul), Парсклинські (Parsklinski), Петрашкевичі, Петриковські (Petrykowski), Пенхоржевські (Pechorzewski), Пясецькі (Piasecki), Пегловські (Pieglowski, Piglowski), Перські (Pierski), Пилявські (Pilawski), Піноці (Pinoci), Піотровини (Петровини, Piotrowin), Піроські (Piroski), Пневські, Полюховичі (Poluchowicz), Поповицькі (Popovicki), Поповські (Popowski), Порадзинські (Poradzinski), Поржинські (Porzynski), Прусімські (Prusimski), Прушинські (Pruszynski), Пржебора (Przebora), Пржетоцькі (Przetocki), Пржибиславські (Przybyslawski),
- Р Рачковські (Raczkowski), Радзіцькі (Radzicki), Регацькі (Regacki), Рогаські (Rogaski), Рокитніцькі (Rokitnicki), Рокшіцькі (Rokszycki), Ростворовські (Rostworoski, Rostworowski), Розваровські (Rozwarowski), Руцинські (Rucinski), Рудницькі (Rudnicki), Руліковські (Rulikowski), Руновські (Runowski), Русян, Руссіян (Русіан, Rusian, Russyan), Рихловські (Rychlowski),
- С Садокерські (Sadokierski), Садовські (Sadowski), Сахновські (Sahnowski), Семпельборські (Sempelborski), Серницькі (Sernicki), Сетницькі (Setnicki), Седлецькі (Siedlecki), Сеправські (Sieprawski), Серошевські (Sieroszewski), Сержховські (Sierzchowski), Сітанські (Sitanski), Скалавські (Skalawski), Скалецькі (Skalecki), Скаршевські (Skarszewski), Скавлавські (Skawlawski), Скоморовські (Skomorowski), Скробачевські (Skrobaczewski), Скубашевські (Skubaszewski), Славинские (Слабинські, Slawinski, Slabinski), Сленские (Sleski, Slezki), Слонковские (Slonkowski), Сметанка (Smietanka), Собещанские (Sobiesczanski, Sobieszczanski), Собоцкие (Sobocki), Соха (Socha), Сокольницкие (Sokolnicki), Сосновські (Sosnowski), Созанські (Sozanski), Становські (Stanowski), Старчевські (Starczewski), Старогродські (Starogrodzki), Староріпінські (Starorypinski), Ставярські (Stawiarski), Ставінські (Stawinski), Струміло (Струмілло, Strumillo, Strumilo), Стржиковські (Strzykowski), Суліцькі (Sulicki), Суські (Suski), Суйські (Suyski), Сварчевські (Swarczewski), Сваришевські (Swaryszewski), Свеправські (Swieprawski), Сипковські (Sypkowski),
- Т Танські (Tanski), Тлукомські (Tlukomski), Толібовські (Tholibowski, Tolibowski), Топліцькі (Toplicki), Топольські (Topolski), Тржиєнські (Trzyenski), Тулібовські (Tulibowski), Тупальські (Tupalski), Тушинські (Tuszynski), Тиминські (Tyminski), Тиницькі (Tynicki), Тиржинські (Tyrzynski),
- У Удрицькі (Удржицькі, Udrycki, Udrzycki), Ушаки (Uszak, Uszak Kulikowski),
- Ф Фельнеровичі (Felnerowicz), Філіцькі (Filicki), Філіпецькі (Filipecki), Фрадинські ((Fradynski)Bolshakovy)
- Х Харбіцькі (Charbicki), Хелміцькі (Chelmicki), Хіновські (Chinowski), Хлебицькі (Chlebicki), Хмель (Chmiel), Ходаковські (Chodakowski), Хвалибоговські (Chwalibogowski),
- Ц Ціхоцькі (Cichocki), Цехановичі (Ciechanowicz), Цвіклінські (Cwiklinski),
- Ч Чарнковські (Czarnkowski), Часонські (Czasonski),
- Ш Шадокерські (Szadokierski), Шамотули (Szamotula), Шамотульські (Szamotulski, z Szamotul), Шубінські (Szubinski), Шуйські (Szujski, Szuyski),
- Я Яблоновські (Jablonowski), Якуші (Jakusz), Яловицькі (Jalowicki), Ялимовські (Jalymowski), Ямонтт (Jamontt), Янчевські (Janczewski), Яніцькі (Janicki), Яновські (Janowski), Ярчевські (Jarczewski), Яргонські (Jargonski), Яргоські (Jargoski), Яржимські (Jarzymski), Ясенські (Jasienski), Явецькі (Jawecki),

Наленч змінений (кілька варіантів)Длуські (Dluski z Dlugiego), Држевецькі Борші (Drzewiecki Borsza), Дибовські (Dybowski), Здзитовецькі (Zdzitowiecki), Козьмінські (Kozminski), Лачинські (Laczynski), Мазуроські, Мажуровські (Mazurowski, Mażurowski), Моравські (Morawski), Мошинські (Moszynski), Новоселецькі (Nowosielecki), Новосельські (Nowosielski), Піравські (Pirawski), Рачинські (Raczynski), Сосновські (Sosnowski), Чарнковські (Czarnkowski),, Шавловські (Szawlowski).

#### Наленч II
(В червоному полі зображення срібної круглої зав'язаної внизу пов'язки. Клейнод: бородатий чоловік у срібному халаті і пов'язці, тримає з боків два оленячих роги. Намент: червоний, підбитий сріблом).
Беклевські (Beklewski), Бродські (Brodzki), Качковські (Kaczkowski), Калішковські (Kaliszkowski), Каменські (Kamienski), Каневські (Kaniewski), Лашовські (Laszowski), Лашинські (Laszynski), Лубоджейські (Lubodziejski), Лубоджеські (Lubodzieski), Мановські (Manowski), Подольські (Podolski), Хелміцькі (Chelmicki), Яблонські (Jablonski), Ярчевські (Jarczewski).

#### Наленч III
(У полі червоному полі покладена в коло срібна пов'язка з опущеними кінцями, що не пов'язані внизу. Клейнод: Три пера страуса, з яких середнє прошите стрілою в перев'яз зліва, між двома рогами оленя. Намет: Червоний, підбитий сріблом. Це найстаріша форма герба Наленч).
Длуцькі (Dłuski), Куровські (Kurowski), Ляжковські (Łączkowski), Пржебора (Przebora), Прижибора (Przybora), Скаржевські (Skarszewski), Чарнковські (Czarnkowski).
(Островський також згадує Моравських (Morawski), але Тадеуш Гайль приписує їм, за Хржевським (Chrząńskim), вид герба, де відрізняється напрямок стріли в клейноді).

#### Наленч IV
(У полі червоний покладена в коло срібна пов'язка з опущеними кінцями, що зв'язана внизу. Клейнод: Три пера страуса. Намет: Червоний, підбитий сріблом).
Козміани (Koźmian), Козмінські (Koźmiński)

#### Наленч V
(В червоному полі срібна пов'язка вузлом догори, із золотою зіркою в центрі і таким же хрестом на вузлі. Клейнод: Три пера страуса. Намет: Червоний, підбитий сріблом).
Жджитовійські (Zdzitowiecki), Стерпінські (Sterpiński) .

## Особи, що належали до гербу Наленч
- Михайло Рудницький, український літературний критик, літературознавець, письменник, поет, перекладач. Дійсний член НТШ, доктор філософії.
- Джевецький Стефан Карлович, талановитий конструктор і винахідник, створив перший в Україні підводний човен[1].
- Бенедикт Дибовський, піонер вивчення ландшафтного й біотичного різноманіття, один із перших екологів, натураліст, зоолог, етнограф, лікар і мандрівник, якому належить значна кількість наукових відкриттів.[2]
- Джозеф Конрад, при народженні Юзеф Теодор Конрад Коженьовський, англійський письменник польського походження. Вважається одним із найвидатніших англійських прозаїків.
- Ймовірно: мати Олени Теліги - Юліана з дому Нальянч-Качковських, з Поділля. Брат Олени - поет Сергій Нальянч обрав підписуватися саме цим прізвищем, а не батьковим - Шовгенов.